# クラ・ゼミ
株式会社クラ・ゼミ（KURAZEMI Co.,Ltd.）は、静岡県浜松市に本社を置き、予備校などを運営する企業。

## 概要
クラ・ゼミでは、小・中・高一貫総合予備校の運営、個別指導の「徒夢」「TWINS」、小学生英語クラブ「あえる」・「算国の森」、河合塾マナビス、幼児教室である「コペル」や、通信制高校のキラリ高等学校の運営、発達障害など発達に課題を抱える幼児・児童に対して療育や学習支援などの福祉事業をしている。

## 歴史
クラ・ゼミの開業からの歴史は、次のようになっている。
- 1975年 クラハシ学舎　静岡県浜松市に開校
- 1987年 株式会社クラ・ゼミ設立
- 1994年 総合建設業「株式会社アクト建設」設立
- 1996年 本社を現在の浜松市中区に移転
- 2006年 通信制高校「輝（キラリ）高等学校」開校（静岡県吉田町）
- 2007年 ブラジル人学校「E.A.S」の経営権取得
- 2009年 河合塾マナビス事業（静岡県・愛知県）FC
- 2011年 倉橋学園「キラリ高等学校」として学校法人化
- 2013年 障がい児通所支援事業「こどもサポート教室」事業開始　全国展開
- 2018年 障がい者就労移行支援事業「アクセスジョブ」事業開始　全国展開
- 2019年 保育園事業開始（横浜市認可保育園・企業主導型）
- 2020年 浜松中央幼稚園の経営権取得
- 2021年 浜松中央こども園として学校法人化
- 2022年 「クラ・ゼミ保育園」を「きらり保育園」として学校法人へ移管
- 2023年 障がい者雇用コンサル・人材紹介「障がい者雇用サポート」事業開始
- 2023年 医療機器製造販売業「株式会社クラ・メディ」設立
- 2024年 専修学校「学校法人伊達育英会 四日市情報外語専門学校」の経営権取得
- 2024年 株式会社コペルの事業を譲受

## 事業内容

### クラ・ゼミ

#### 【児童福祉部門】
児童発達支援・放課後等デイサービス・保育所等訪問支援
- こどもサポート教室
- コペルプラス

#### 【就労支援部門】
就労移行支援・就労定着支援・自立訓練（生活訓練）
- アクセスジョブ
- ゆたかカレッジ

#### 【学習塾・幼児教室部門】
- 小・中・高一貫総合予備校　クラ・ゼミ
- 河合塾マナビス
- 幼児教室コペル

#### 【通信制高校　技能教育部門】
- クラ・ゼミ輝（キラリ）高等学院

#### 【障がい者雇用サポート事業部】
サテライトオフィス・有料職業紹介事業・ジョブコーチ支援・障がい者雇用コンサルティング
- クラ・ゼミ障がい者雇用サポート

#### 【医療機器ヘルスケア事業部】
- 株式会社クラ・メディ